# Fabulettes à manger
Albums de Anne Sylvestre
Fabulettes marines Tournez fabulettes
Fabulettes à manger est un album d'Anne Sylvestre paru en 1990. 

## Historique
Cet album est sorti en 1990. 
Le Monde de l'éducation apprécie « des titres très plaisants – sans être « gnangnan », – et même parfois désopilants ».
En CD, il est le dixième de la série des Fabulettes chez EPM.

## Titres
Toutes les chansons sont écrites et composées par Anne Sylvestre.
| No  | Titre                            | Durée      |
| --- | -------------------------------- | ---------- |
| 1.  | Les yaourts à tout               | 2 min 19 s |
| 2.  | Les feuilles de l'artichaut      | 2 min 04 s |
| 3.  | Les boissons à bulles            | 1 min 41 s |
| 4.  | L'arbre confiseur                | 2 min 31 s |
| 5.  | Boutchoko                        | 2 min 51 s |
| 6.  | Juliette me disait               | 1 min 29 s |
| 7.  | Gomme balloune                   | 1 min 28 s |
| 8.  | Moi c'est la tartine de beurre   | 1 min 49 s |
| 9.  | Confiture ou cornichon           | 1 min 58 s |
| 10. | Le pays tout blanc               | 2 min 30 s |
| 11. | Les z'herbes                     | 2 min 09 s |
| 12. | La p'tite maison toute en cochon | 54 s       |
| 13. | Mais il le faut                  | 1 min 53 s |
| 14. | Les fruits Clémence              | 2 min 27 s |
| 15. | J'l'aime pas                     | 2 min 52 s |
| 16. | Petite boule ou grand échalas    | 2 min 01 s |
| 17. | Des nouilles                     | 2 min 57 s |